# Cornelia Jakobs
Anna Cornelia Jakobsdotter Samuelsson, også kendt som Cornelia Jakobs (født 9. marts 1992), er en svensk sanger og sangskriver. Hun repræsenterede Sverige ved Eurovision Song Contest 2022 i Torino med sangen "Hold Me Closer" og kom på en fjerdepladsen i finalen.